# Thinouia compressa
Thinouia compressa är en kinesträdsväxtart som beskrevs av Ludwig Radlkofer. Thinouia compressa ingår i släktet Thinouia och familjen kinesträdsväxter. Inga underarter finns listade i Catalogue of Life.